# مارسيلو كاسترو
مارسيلو كاسترو (بالبرتغالية: Marcelo Castro‏) هو سياسي برازيلي، ولد في 9 يونيو 1950 في البرازيل. حزبياً، نشط في حزب الحركة الديمقراطية ‏. وقد انتخب عضو مجلس النواب البرازيلي ‏ عن دائرة Piauí ‏ وقد انضم خلال فترته النيابية ‏ للكتلة البرلمانية حزب الحركة الديمقراطية ‏.